# Alexander Nikolajewitsch Afinogenow

Grabbüste Afinogenows auf dem Nowodewitschi-Friedhof in Moskau

Alexander Nikolajewitsch Afinogenow (russisch Александр Николаевич Афиногенов, Transliteration Aleksanr Nikolajevič Afinogenov; * 22. Märzjul. / 4. April 1904greg. in Skopin, Russisches Kaiserreich; † 29. Oktober 1941 in Moskau, Sowjetunion) war ein russischer Schriftsteller und bedeutender Dramatiker.

## Leben
Afinogenow entstammte einer Arbeiterfamilie. Sein Vater war bei der Eisenbahn beschäftigt. Afinogenow studierte am Moskauer Institut für Journalismus. Er schloss sein Studium  1924 ab. Im Jahr 1922 trat er in die Kommunistische Partei ein und wurde bald ein führender Vertreter des Proletkult. Ende der 1920er Jahre leitete er das Moskauer Arbeitertheater, welches Aufführungen eigens für Arbeiter darbot, mit denen sie zum „Aufbau des Kommunismus“ ermutigt werden sollten. Im Jahr 1937 wurde Afinogenow vorübergehend aus der KPdSU ausgeschlossen, jedoch 1939 wieder aufgenommen. Während des Zweiten Weltkrieges leitete er die Literaturabteilung des Sowinformbüros. 1941 beendete ein Bombenangriff auf Moskau sein Leben, als er gerade ein Werk gegen den Faschismus fertiggestellt hatte.

## Werk
Afinogenows Figuren entstammen überwiegend dem Proletariat und reflektieren die Sichtweise der Arbeiterklasse. Mit dem Stück Robert Tim (1921) begann sein dramatisches Schaffen. Zu seinen populärsten Stücken gehört Angst (1930), das sich mit den Auswüchsen der Sowjetbürokratie auseinandersetzt und vom Publikum als Angriff auf die Staatsführung wahrgenommen wurde. Es wurde von orthodoxen Stalinisten heftig angegriffen und gewann nach Stalins Tod in den 1950er Jahren erneut an Beliebtheit. Das Stück Daljokoje (1935) bedeutete seinen endgültigen Durchbruch auf dem Theater, die lyrische Komödie Maschenka (1940) den Höhepunkt seines dramatischen Schaffens. Zu seinen wichtigsten Werken zählen seine postum in den 1960er Jahren veröffentlichten Tagebücher und Notizhefte, die einen wertvollen Einblick in die Schaffensbedingungen der sowjetischen Schriftsteller in den 1920er und 1930er Jahren bieten.

## Wirkung
In Deutschland wurde Afinogenows Werk zu einem wichtigen Bestandteil der Nachkriegstheaterkultur nach dem Zweiten Weltkrieg. Maschenka wurde als Großvater und Enkelin 1946 in Berlin uraufgeführt, Daljokoje als Ein Punkt in der Welt ein Jahr darauf in Nordhausen.
In der DDR gehörte Afinogenow, der als sozialistischer Autor bezeichnet werden kann, noch bis in die 1980er Jahre zu den gespielten Dramatikern.